# Cincinnati Open 2021
Il Cincinnati Open 2021 (conosciuto anche come Western & Southern Open 2021 per motivi di sponsorizzazione) è stato un torneo di tennis giocato sul cemento. È stata la 120ª edizione del torneo maschile e la 90ª di quello femminile, che fa parte della categoria ATP Tour Masters 1000 nell'ambito dell'ATP Tour 2021, e della categoria WTA 1000 nell'ambito del WTA Tour 2021.
Sia il torneo maschile che quello femminile si sono giocati al Lindner Family Tennis Center di Mason, vicino a Cincinnati, in Ohio negli Stati Uniti, il torneo si è svolto dal 22 al 29 agosto 2021.

## Partecipanti ATP

### Teste di serie
| Nazionalità | Giocatore             | Ranking* | Testa di serie |
| ----------- | --------------------- | -------- | -------------- |
| Russia      | Daniil Medvedev       | 2        | 1              |
| Grecia      | Stefanos Tsitsipas    | 3        | 2              |
| Germania    | Alexander Zverev      | 5        | 3              |
| Russia      | Andrey Rublëv         | 7        | 4              |
| Italia      | Matteo Berrettini     | 8        | 5              |
| Canada      | Denis Shapovalov      | 10       | 6              |
| Spagna      | Pablo Carreño Busta   | 11       | 7              |
| Norvegia    | Casper Ruud           | 12       | 8              |
| Polonia     | Hubert Hurkacz        | 13       | 9              |
| Argentina   | Diego Schwartzman     | 14       | 10             |
| Italia      | Jannik Sinner         | 15       | 11             |
| Canada      | Félix Auger-Aliassime | 16       | 12             |
| Spagna      | Roberto Bautista Agut | 17       | 13             |
| Australia   | Alex de Minaur        | 18       | 14             |
| Belgio      | David Goffin          | 19       | 15             |
| Cile        | Cristian Garín        | 20       | 16             |

### Altri partecipanti
I seguenti giocatori hanno ricevuto una wild card per il tabellone principale:
- Mackenzie McDonald
- Andy Murray
- Brandon Nakashima
- Frances Tiafoe

Il seguente giocatore è entrato in tabellone con il ranking protetto:
- Guido Pella

I seguenti giocatori sono passati dalle qualificazioni:

- Carlos Alcaraz
- Kevin Anderson
- Richard Gasquet
- Marcos Giron
- Corentin Moutet
- Yoshihito Nishioka
- Tommy Paul

### Ritiri
Prima del torneo
- Borna Ćorić → sostituito da  Sebastian Korda
- Novak Đoković → sostituito da  Jan-Lennard Struff
- Roger Federer → sostituito da  Federico Delbonis
- Adrian Mannarino → sostituito da  Miomir Kecmanović
- Rafael Nadal → sostituito da  Guido Pella
- Kei Nishikori → sostituito da  Laslo Đere
- Milos Raonic → sostituito da  Benoît Paire
- Dominic Thiem → sostituito da  John Millman
- Stan Wawrinka → sostituito da  Dušan Lajović

## Partecipanti ATP doppio

### Teste di serie
| Nazione     | Giocatore            | Nazione     | Giocatore        | Ranking* | Testa di serie |
| ----------- | -------------------- | ----------- | ---------------- | -------- | -------------- |
| Croazia     | Nikola Mektić        | Croazia     | Mate Pavić       | 3        | 1              |
| Spagna      | Marcel Granollers    | Argentina   | Horacio Zeballos | 12       | 2              |
| Colombia    | Juan Sebastián Cabal | Colombia    | Robert Farah     | 13       | 3              |
| Stati Uniti | Rajeev Ram           | Regno Unito | Joe Salisbury    | 19       | 4              |
| Germania    | Kevin Krawietz       | Romania     | Horia Tecău      | 37       | 5              |
| Australia   | John Peers           | Slovacchia  | Filip Polášek    | 37       | 6              |
| Polonia     | Łukasz Kubot         | Brasile     | Marcelo Melo     | 37       | 7              |
| Sudafrica   | Raven Klaasen        | Giappone    | Ben McLachlan    | 51       | 8              |

- Ranking al 9 agosto 2021.

### Altri partecipanti
Le seguenti coppie hanno ricevuto una wildcard per il tabellone principale:
- Steve Johnson /  Austin Krajicek
- Nicholas Monroe /  Frances Tiafoe
- Denis Shapovalov /  Jack Sock

### Ritiri
Prima del torneo
- Wesley Koolhof /  Jean-Julien Rojer → sostituiti da  Wesley Koolhof /  Jan-Lennard Struff
- Nicolas Mahut /  Fabrice Martin → sostituiti da  Filip Krajinović /  Fabrice Martin

## Partecipanti WTA

### Teste di serie
| Nazionalità | Giocatrice               | Ranking* | Testa di serie |
| ----------- | ------------------------ | -------- | -------------- |
| Australia   | Ashleigh Barty           | 1        | 1              |
| Giappone    | Naomi Ōsaka              | 2        | 2              |
| Bielorussia | Aryna Sabalenka          | 3        | 3              |
| Ucraina     | Elina Svitolina          | 5        | 4              |
| Rep. Ceca   | Karolína Plíšková        | 6        | 5              |
| Polonia     | Iga Świątek              | 7        | 6              |
| Canada      | Bianca Andreescu         | 8        | 7              |
| Spagna      | Garbiñe Muguruza         | 9        | 8              |
| Rep. Ceca   | Barbora Krejčíková       | 10       | 9              |
| Svizzera    | Belinda Bencic           | 11       | 10             |
| Rep. Ceca   | Petra Kvitová            | 12       | 11             |
| Romania     | Simona Halep             | 13       | 12             |
| Stati Uniti | Jennifer Brady           | 14       | 13             |
| Bielorussia | Viktoryja Azaranka       | 15       | 14             |
| Belgio      | Elise Mertens            | 16       | 15             |
| Russia      | Anastasija Pavljučenkova | 17       | 16             |

* Ranking al 9 agosto 2021.

### Altre partecipanti
Le seguenti giocatrici hanno ricevuto una wild card per il tabellone principale:
- Caty McNally
- Bernarda Pera
- Sloane Stephens
- Samantha Stosur
- Jil Teichmann

La seguente giocatrice ha avuto accesso al tabellone principale come special exempt:
- Camila Giorgi

Le seguenti giocatrici sono passate dalle qualificazioni:

- Leylah Annie Fernandez
- Caroline Garcia
- Hsieh Su-wei
- Jasmine Paolini
- Ljudmila Samsonova
- Aljaksandra Sasnovič
- Heather Watson
- Zhang Shuai

Le seguenti giocatrici sono entrate in tabellone come lucky loser:
- Rebecca Peterson

### Ritiri
Prima del torneo
- Sofia Kenin → sostituita da  Magda Linette
- Anastasija Pavljučenkova → sostituita da  Rebecca Peterson
- Serena Williams → sostituita da  Dajana Jastrems'ka

## Partecipanti WTA doppio

### Teste di serie
| Nazione       | Giocatore          | Nazione       | Giocatore          | Ranking* | Testa di serie |
| ------------- | ------------------ | ------------- | ------------------ | -------- | -------------- |
| Taipei cinese | Hsieh Su-wei       | Belgio        | Elise Mertens      | 3        | 1              |
| Rep. Ceca     | Barbora Krejčíková | Rep. Ceca     | Kateřina Siniaková | 11       | 2              |
| Giappone      | Shūko Aoyama       | Giappone      | Ena Shibahara      | 18       | 3              |
| Stati Uniti   | Nicole Melichar    | Paesi Bassi   | Demi Schuurs       | 23       | 4              |
| Cile          | Alexa Guarachi     | Stati Uniti   | Desirae Krawczyk   | 33       | 5              |
| Canada        | Gabriela Dabrowski | Brasile       | Luisa Stefani      | 37       | 6              |
| Taipei cinese | Chan Hao-ching     | Taipei cinese | Latisha Chan       | 40       | 7              |
| Croazia       | Darija Jurak       | Slovenia      | Andreja Klepač     | 44       | 8              |

* Ranking al 9 agosto 2021.

### Altri partecipanti
Le seguenti coppie hanno ricevuto una wildcard per il tabellone principale:
- Magda Linette /  Bernarda Pera
- Emma Navarro /  Peyton Stearns

Le seguenti coppie di giocatrici sono entrate in tabellone con il ranking protetto:
- Anna Danilina /  Jaroslava Švedova
- Ons Jabeur /  Sania Mirza
- Galina Voskoboeva /  Vera Zvonarëva

### Ritiri
Prima del torneo
- Sofia Kenin /  Jeļena Ostapenko → sostituite da  Jeļena Ostapenko /  Jil Teichmann
- Veronika Kudermetova /  Elena Vesnina → sostituite da  Anna Blinkova /  Aljaksandra Sasnovič

## Punti
| Evento              | V    | F   | SF  | QF  | 3T   | 2T  | 1T | Q    | Q2   | Q1   |
| Singolare maschile  | 1000 | 600 | 360 | 180 | 90   | 45  | 10 | 25   | 16   | 0    |
| Doppio maschile     | 1000 | 600 | 360 | 180 | N.D. | 45  | 0  | N.D. | N.D. | N.D. |
| Singolare femminile | 900  | 585 | 350 | 190 | 105  | 60  | 1  | 30   | 20   | 1    |
| Doppio femminile    | 900  | 585 | 350 | 190 | N.D. | 105 | 1  | N.D. | N.D. | N.D. |

## Montepremi
| Evento              | V        | F        | SF       | QF      | 3T      | 2T      | 1T      | Q2      | Q1     |
| Singolare maschile  | $285 000 | $185 015 | $124 000 | $98 500 | $73 250 | $43 450 | $24 560 | $12 595 | $6 655 |
| Singolare femminile | $285 000 | $152 999 | $75 000  | $43 000 | $22 000 | $14 200 | $11 000 | $5 000  | $3 000 |
| Doppio maschile     | $80 000  | $68 000  | $55 000  | $41 000 | N.D.    | $24 320 | $12 910 | N.D.    | N.D.   |
| Doppio femminile    | $85 000  | $45 000  | $25 000  | $15 000 | N.D.    | $9 860  | $4 500  | N.D.    | N.D.   |

## Campioni

### Singolare maschile
Alexander Zverev ha sconfitto in finale  Andrej Rublëv con il punteggio di 6-2, 6-3.
- È il diciassettesimo titolo in carriera per Zverev, il quarto della stagione.

### Singolare femminile
Ashleigh Barty ha sconfitto in finale  Jil Teichmann con il punteggio di 6-3, 6-1.

### Doppio maschile
Marcel Granollers /  Horacio Zeballos hanno sconfitto in finale  Steve Johnson /  Austin Krajicek con il punteggio di 7-6(5), 7-6(5).

### Doppio femminile
Samantha Stosur /  Zhang Shuai hanno sconfitto in finale  Gabriela Dabrowski /  Luisa Stefani con il punteggio di 7-5, 6-3.